# David Perry
David Perry (Lisburn, 1967) es un desarrollador de videojuegos, entre los cuales se encuentran Earthworm Jim, MDK, Messiah, Wild 9 y Enter the Matrix. Fue fundador de Shiny Entertainment, donde trabajó de 1993 al 2006; empresa creadora de muchos juegos para reconocidas compañías internacionales entre las que se encuentran Disney, 7 Up, McDonald's, Orion Pictures y Warner.

## Biografía
Perry nació en abril de 1967 en Lisburn, Irlanda del Norte. Su infancia transcurre en las ciudades de Templepatrick y Donegore, asistiendo a la escuela primaria de Templepatrick y, a continuación, al Methodist College de Belfast. 
Empezó a escribir libros de programación de videojuegos en 1982 a la edad de 15 años, con la creación de sus propios juegos para el Sinclair ZX81. De acuerdo con una entrevista concedida a la BBC, Perry recuerda que su primer juego fue un juego de conducción, "a black blob avoiding other black blobs" (una burbuja negra evitando otras burbujas negras), que escribió y envió a una revista. A partir de entonces continuó mandándoles otros videojuegos, por los que fue recompensado con un cheque por 450 libras -un problema para un adolescente que todavía no tenía una cuenta bancaria-. Continuó con esta tarea hasta que le ofrecieron un puesto de trabajo por el que ganaba 3500 libras al año. 
A los 17 años se traslada a Londres, donde desarrolla videojuegos para editores como Elite Systems, Mirrorsoft y Virgin Games, trabajando en títulos como The Teenage Mutant Ninja Turtles y The Terminator. 
En 1991 se traslada a Estados Unidos para trabajar para la división de American Virgin Games, liderando equipos de desarrollo de varios productos premiados, incluyendo Disney's Aladdin, 7 - UP's Cool Spot, y McDonald's Global Gladiators. 
El 1 de octubre de 1993, Perry funda Shiny Entertainment en Laguna Beach, California, cuyo nombre hace referencia a la canción "Shiny Happy People" de R.E.M.. El primer juego de la empresa, Earthworm Jim, se convierte en un éxito, vendiendo millones de copias en múltiples plataformas, incluida la Sega Genesis (también conocida como Megadrive), Super Nintendo y PC. El personaje principal es un gusano común que tropieza con un traje cibernético espacial que le convierte en un superhéroe; este se hizo inmensamente popular y dio lugar a gran variedad de productos: figuras, cómics y una serie de dibujos animados retransmitida en Warner Kids Network, cuya voz original correspondía al actor Dan Castellaneta. 
En 2002, Shiny Entertainment es adquirida por Atari por 47.000.000 de dólares, firmando Perry un contrato a largo plazo para continuar en calidad de presidente. También en 2002, Perry colabora con los hermanos Wachowski en los juegos de las películas de Matrix.
En mayo de 2006, Perry forma una compañía llamada GameConsultants.com, una empresa de consultoría de planificación para ofrecer asesoramiento ejecutivo sobre la industria de los videojuegos.
En agosto de 2006, Perry anuncia la creación de un MMORPG llamado 2Moons, publicado por Acclaim Inc a comienzos del 2007. Posteriormente, en septiembre de 2006, Perry forma una compañía llamada GameInvestors.com, una empresa intermediaria para ayudar a los equipos de desarrollo de videojuegos obtener financiación. En octubre de 2006, Perry anuncia el primer título MMO de baile para el mercado de PC estadounidense. El juego, llamado DANCE!, sale a la venta en el primer trimestre del 2007. 
Perry pertenece a la junta consultiva de la Game Developers Conference y se ha pronunciado en la industria en eventos tales como E3, CES, Hollywood and Games, Digital Hollywood, iHollywood, The Game Developers Conference, SIGGRAPH, Entertainment in the Interactive Age, What Teens Want, TED 2006, The Banff Summit, reuniones de IGDA, así como en las grandes universidades como USC, y MIT. En 2006 fue uno de los anfitriones anuales de la Game Developers Choice Awards con Tommy Tallarico.
En noviembre de 2008, Perry cofundó Gaikai en los Países Bajos, una compañía que planea lanzar la tecnología de streaming de juegos a finales de 2009.
En julio de 2009, Perry confirmó que había estado involucrado en el desarrollo de un título con Michael Jackson antes de la muerte del cantante y había pasado algún tiempo con Jackson y sus hijos.
A través de su página , ayuda al que lo desee a entrar en la industria del desarrollo de videojuegos. El sitio lleva funcionando mucho tiempo y ha sido clave para que los nuevos talentos obtengan un trabajo en el negocio.

## Trabajos
Perry ha publicado un libro de referencias open source (el primero de su tipo) en formato Wiki para ayudar desarrolladores de juegos en la creación de juegos con él llamado David Perry Game Design.
El 23 de febrero de 2007, Perry anunció el desarrollo de un MMOG con Acclaim Games, nombre en código Top Secret, en el que la creación del contenido del juego se haría por la comunidad que se inscriba en el equipo. El proyecto cuenta con más de 52.000 miembros y está siendo seguido por la prensa de todo el mundo. Se premiará a una sola persona, que será convertido (independientemente de la experiencia previa), en director de un futuro título MMO de Acclaim. El objetivo del premio es crear una mayor competencia para dar el impulso profesional más grande visto en la industria del videojuego. David Perry incluso se ofreció a sí mismo como productor ejecutivo, dispuesto a asegurarse de las cosas sigan avanzando correctamente. el resto de componentes recibirán crédito por el trabajo que pongan en el juego y la experiencia de trabajar en un gran título. Algunos serán promovidos a cargos superiores, como ayudantes o moderadores, y otros ya han sido contratados en puestos profesionales (David Perry hizo su primer contrato a los 7 días).
El sitio está siendo supervisado de cerca por cazatalentos, que también se ofrecen para responder a las preguntas y que están a la búsqueda de posibles talentos que puedan aparecer durante el desarrollo del proyecto. El resultado neto debería ser el equipo más grande en el mundo creando el primer gran juego en conjunto, el mayor premio en impulsar la carrera de un desarrollador la historia, y muchos otros beneficios, como puestos trabajo, otorgados a aquellos que puedan demostrar un talento importante. 

### Juegos
| DESCRIPCIÓN                                                           | PUBLICADO POR                                    |
| National ZX80/ZX81 Users Club Magazine (1982)                         | Interface Publications                           |
| Tim Hartnell's Giant Book of Spectrum Games (1983)                    | Interface Publications                           |
| 49 Explosive Games for the ZX Spectrum (1983)                         | Interface Publications                           |
| Astounding Arcade Games for your Spectrum + & Spectrum (1984)         | -                                                |
| Sord M5 Graphics Demos [Escrito en BASIC] (1982)                      | Sord                                             |
| Drakmaze ( PI original)                                               | Mikro-Gen Software Ltd.                          |
| Pot-Holing Pete ( PI original)                                        | Mikro-Gen Software Ltd.                          |
| Pyjamarama (Conversión)                                               | Mikro-Gen Software Ltd.                          |
| Herbert's Dummy Run ( PI original)                                    | Mikro-Gen Software Ltd.                          |
| Three Weeks in Paradise ( PI original)                                | Mikro-Gen Software Ltd.                          |
| Stainless Steel ( PI original)                                        | Mikro-Gen Software Ltd.                          |
| Ikari Warriors (Conversión de recreativa - no publicado)              | Elite Systems Ltd.                               |
| Great Gurianos (Conversión de recreativa)                             | Elite Systems Ltd.                               |
| Beyond the Ice Palace ( PI original)                                  | Elite Systems Ltd.                               |
| Trantor: The Last Stormtrooper (Conversión)                           | via Probe Software -> Go / U.S. Gold Ltd.        |
| Savage ( PI original)                                                 | via Probe Software -> Go / U.S. Gold Ltd.        |
| Tintin on the moon (Licencia de cómic)                                | via Probe Software -> Infogrames                 |
| Dan Dare III : The Escape (Licencia de cómic)                         | via Probe Software -> Virgin Games Ltd           |
| Paperboy - II (Conversión de recreativa)                              | Mindscape International Ltd.                     |
| Captain Planet (Licencia de programa de TV)                           | Mindscape International Ltd.                     |
| Extreme ( PI original)                                                | Digital Integration Ltd.                         |
| Teenage Mutant Hero Turtles (Licencia de programa de TV)              | via Probe Software -> Mirrorsoft Ltd. / Konami   |
| Smash T.V. (Conversión de recreativa)                                 | via Probe Software -> Ocean Software Ltd.        |
| Supremacy (UK) / Overlord (USA) ( PI original)                        | via Probe Software -> Virgin Games Ltd.          |
| The Terminator (Licencia cinematográfica)                             | via Probe Software -> Virgin Games Ltd.          |
| McDonald's Global Gladiators (Basada en personajes de McDonald's)     | Virgin Games Ltd.                                |
| 7-UP's Cool Spot (Juego publicitario)                                 | Virgin Games Ltd.                                |
| Disney's "Aladdin" (Licencia cinematográfica)                         | Virgin Games Ltd.                                |
| Disney's "The Jungle Book" (Licencia cinematográfica - no completado) | Virgin Games Ltd.                                |
| The Terminator Sega CD                                                | Virgin Games Ltd.                                |
| Robocop vs Terminator                                                 | Virgin Games Ltd.                                |
| Earthworm Jim                                                         | Playmates Interactive Entertainment              |
| Earthworm Jim 2                                                       | Playmates Interactive Entertainment              |
| Earthworm Jim Special Ed.                                             | Interplay Entertainment, Inc.                    |
| Earthworm Jim Handheld LCD Game (No completado)                       | Playmates Interactive Entertainment              |
| MDK                                                                   | Playmates Interactive / Interplay Entertainment. |
| Wild 9                                                                | Interplay Entertainment, Inc.                    |
| R/C Stunt Copter                                                      | Interplay Entertainment Inc. / Titus Games.      |
| Messiah                                                               | Interplay Entertainment, Inc.                    |
| Sacrifice                                                             | Interplay Entertainment, Inc.                    |
| Enter the Matrix                                                      | Atari Inc.                                       |
| The Matrix: Path of Neo                                               | Atari Inc.                                       |
| Simpsons Game (Consulting)                                            | Electronic Arts                                  |
| --------------------------------------------------------------------- | ------------------------------------------------ |